# پترا بیرویرث
پترا بیرویرث (انگلیسی: Petra Bierwirth) یک سیاست‌مدار اهل آلمان است. او از اعضای حزب سوسیال دموکرات آلمان(SPD) می‌باشد.